# Армований скотч

Тренування військовослужбовця з намотування армованого скотчу

Армований скотч — це клейка стрічка, яка має додаткове армування для підвищеної міцності. Його основу зазвичай складає поліетиленова або ПВХ-плівка, підсилена скловолоконними або тканинними нитками. Завдяки цьому скотч стає більш стійким до розриву, механічних навантажень та впливу вологи.

## Види армованого скотчу
- Тканинний (Duct Tape) — має тканинну основу, легко рветься вручну, добре прилипає до різних поверхонь.
- Скловолоконний (Filament Tape) — посилений поздовжніми або хрестоподібними волокнами, витримує помірні навантаження.

## Призначення
- Засіб з тактичної медицини, може входити до складу тактичної аптечки. Використовується для фіксації при переломах, чи для знерухомлення потерпілого перед транспортуванням, при ушкодженнях хребта.
- Будівельна клейка стрічка — армована клейка стрічка, що використовується в будівництві, ремонті трубопроводу, тимчасовому усуненні протікань, чи швидкому ремонті деталей.